# Plutonium Orange
Pour les articles homonymes, voir Plutonium (homonymie).
Plutonium Orange est un groupe de musique heavy rock finlandais composé de Juha Raivio à la guitare, de Samuli Liekkinen à la guitare et au chant, de Pasi Pasanen à la batterie, et de Antti Sjöblom à la basse. Il a été fondé en 2000 dans la ville de Jyväskylä.

## Histoire
Le groupe a été formé au début de l'année 2000, ce qui a permis au guitariste Juha Raivio et au batteur Pasi Pasanen de rejouer ensemble, après de nombreuses années. La création de Plutonium Orange a également conduit à la formation de Swallow the Sun. Plutonium Orange a été fondé par Raivo et le guitariste et chanteur Samuli Liekkinen. Quelques mois plus tard, ils ont été rejoints par le bassiste Antti Sjöblom, rencontré dans un bar local. Pasanen a été remarqué grâce à son amitié avec Raivio. Au printemps 2000, une première répétition a eu lieu avec le groupe au complet. Les répétitions suivantes ont eu lieu dans le sous-sol du club de rock finlandais Lutakko. En septembre de la même année, la démo Fruit of the Loom a été enregistrée en trois jours au studio Watercastle de Jyväskylä. Plutonium Orange a donné son premier concert en décembre. Après cela, 15 à 20 autres ont suivi, notamment avec Timo Rautiainen du Trio Niskalaukaus. En 2002, la démo Waiting for the Gun a été publiée. Une troisième démo est sortie en 2003 sous le nom de Volume. La démo a de nouveau été enregistrée au studio Watercastle. Après une longue pause, le groupe a repris ses activités live en novembre 2007. En 2009, le premier album Volume est sorti sur Firebox Records. Le single Bring out Your Dead a été sorti la même année.

## Style
Dans une interview accordée à cosmiclava.com, le groupe a indiqué que l'écriture des chansons se déroule généralement de la manière suivante : un riff de Juha Raivio est pris comme base et les autres membres élaborent ensemble une chanson. Fruit of the Loom aborde des thèmes tels que l'ivresse de la vitesse, les femmes cruelles, les drogues qui stimulent la conscience et l'industrie musicale. Katharina Pfeifle de Rock Hard a écrit dans sa critique de l'album Volume que la musique ne ressemblait guère à celle de Swallow the Sun. On joue plutôt une musique plus légère et on est du côté du « rock'n'roll métallique et mélodieux ». Les mélodies sont très accrocheuses et fortes et le chant nasal est également très marquant. Jan Müller de metal1.info n'était que partiellement d'accord avec l'appellation « melodic stoner metal », souvent utilisée pour le groupe. Pour lui, cela ressemble plus à du rock qu'à du metal. Le groupe n'a pas l'air d'être d'origine finlandaise, car au lieu de la noirceur, il y a du plaisir et de la joie. Les chansons sont droites et denses et se situent généralement dans une plage de vitesse moyenne. Dans l'ensemble, il a établi des comparaisons avec des groupes comme Monster Magnet, Queens of the Stone Age et Entombed.

## Discographie
- 2000: Fruit of the Loom (démo, auto-produite)
- 2002: Waiting for the Gun (démo, auto-produite)
- 2003: Volume (démo, auto-produite)
- 2009: Volume (album, Firebox Records)
- 2009: Bring out Your Dead (Single, Firebox Records)